# Wilhelm Christange
Wilhelm Christange (* 29. August 1868 in Müncheberg; † nach 1932) war ein deutscher Politiker (USPD, SPD).

## Leben
Christange wurde nach dem Volksschulabschluss als Tabakarbeiter beschäftigt. Von 1919 bis 1924 war er als selbständiger Zigarrenfabrikant und von 1924 bis 1928 als Kaufmann in Eisleben tätig.
Christange war bereits während der Zeit des Kaiserreiches Mitglied der SPD. Er wechselte 1917 zur USPD über und war während der Novemberrevolution Vorsitzender des Arbeiterrates für die Stadt Eisleben und den Kreis Mansfeld, wo er seit 1919 den Vorsitz der Partei innehatte. Von 1919 bis 1928 war er Stadtverordneter in Eisleben, bis 1921 als Vorsteher der Stadtverordnetenversammlung. Außerdem war er von 1925 bis 1928 Vorstandsmitglied des Städtetages Sachsen-Anhalt.
Christange war von 1919 bis 1921 Mitglied des Provinziallandtages der Provinz Sachsen und gehörte gleichzeitig der Verfassunggebenden Preußischen Landesversammlung an. Im Februar 1921 wurde er für die USPD als Abgeordneter in den Preußischen Landtag gewählt. Er wurde im September 1922 wieder Mitglied der SPD und war bis 1932 Landtagsabgeordneter. Im Parlament vertrat er den Wahlkreis 11 (Merseburg).

## Ehrungen
- Die Wilhelm-Christange-Straße in der Lutherstadt Eisleben wurde nach ihm benannt